# Diclidurus ingens
Diclidurus ingens é uma espécie de morcego da família Emballonuridae. Pode ser encontrada na região amazônica do Brasil, Colômbia, Peru, Venezuela e Guiana.